# Juan Márquez
Juan Márquez de Villarreal (Madrid, 1565 – Salamanca, 15 de enero de 1621), escritor español, perteneciente a la Orden de San Agustín.

## Biografía
Ingresó en la Orden de San Agustín en el Monasterio de San Felipe el Real de Madrid, en 1581. Estudió en la Universidad de Toledo y fue profesor de Teología en Salamanca donde obtuvo, el día 5 de febrero de 1607, la cátedra de Vísperas de Teología. Su carga lectiva fue disminuyendo con los años, al ser nombrado predicador real de Felipe III y censor del Santo Oficio. 

## Obra
Autor de un tratado titulado Sobre el modo de predicar a los príncipes. Es conocido sobre todo por Los dos estados de la espiritual Jerusalén (1603), obra inspirada en los Salmos 125 y 126, compuesta en el convento de Medina del Campo. Se opuso a la condena de Molina, reafirmando su postura años más tarde (1619) en su Tractatus de voluntario e involuntario. El manuscrito original de la obra en la Biblioteca Nacional de Madrid contiene versos que no llegaron a pasar a las ediciones impresas, sin que podamos saber si son o no del autor. Aún más leído y divulgado fue otro libro suyo, El gobernador cristiano, deducido de las vidas de Moisés y Josué (1612), en el que el autor quiere, contra los ejemplos expuestos por Maquiavelo y Bodino, revelar el prototipo de caudillo cristiano inspirándose en los de la Biblia, sobre todo Moisés y Josué. La prosa del padre Márquez es de gran calidad literaria y todavía ajena a la retórica manierista del barroco.